# 기건
기건(奇虔, ? ~ 1460년)은 조선 초기의 문신이다. 고려 때 신돈(辛旽)의 일당인 현(顯)의 후손이며 본관은 행주, 호는 청파(靑坡)이다.

## 생애
기면(奇勉)의 아들로 세종 때에 포의(布衣)로 발탁되어 지평에 제수되었다. 연안군수(延安郡守) 시절, 진상품인 붕어를 군민들이 어렵게 잡는 것을 배려하여 3년간 이를 입에 대지 않았고, 제주목사 시절에는 주민을 생각해 전복을 입에 대지 않았다. 또한 당시 제주에서는 부모가 죽으면 구덩이나 언덕에 버리는 풍습이 있었는데, 예를 갖추어 장사지내도록 교화하였다.
집의, 형조참의, 이조참의를 거쳐 1448년(세종 30), 전라도도관찰사 겸 전주부윤에 부임하였고 이듬해에 호조참판이 되었다. 문종 재위 시절에는 개성부유수로 있었으며, 단종이 즉위하자 대사헌이 되어 강맹경, 황보인, 김종서 등을 탄핵하였다. 이후에는 인순부윤(仁順府尹)을 거쳐서 평안도관찰사를 역임하고 판중추원사의 자리에 올랐으나 계유정난으로 수양대군이 왕위에 오르자, 관직을 버리고 두문불출하였으며 끝까지 절개를 지켜 벼슬길에 오르지 않았다. 사후에는 전라남도 장성의 추산서원(秋山書院)에 제향되었으며, 시호는 정무(貞武)이다.
정종의 후궁 숙의 기씨는 그의 누이이다.

## 가족 관계
- 할아버지 : 기중평(奇仲平, 신돈의 일파로서 공민왕 때 처형당했다.)
  - 아버지 : 기면(奇勉)
  - 어머니 : 정부인 청풍김씨(청로장군 김중원의 딸)
    - 누이 : 숙의 기씨 - 매형 정종 (조선)
    - 누이 : 윤지득의 처
    - 누이 : 류양식의 처
    - 부인 : 정부인 홍씨(貞夫人 洪氏) : 남양 홍씨, 홍보의 딸
      - 아들 : 기축(奇軸)
        - 손자 : 기찬(奇襸)

      - 딸 : 류흡의 처
      - 딸 : 김득의 처

## 같이 보기
- 기건 선생 묘 및 신도비 - 고양시 향토유적 제22호